# Pholidota
Los folidotos (Pholidota, "cubierto de escamas" en griego antiguo) forman un orden de mamíferos placentarios, conocidos popularmente como pangolines. El orden contiene ocho especies vivas, aunque recientemente análisis genéticos a escamas y garras de contrabando en Hong Kong y sur de China han revelado que hay una novena especie no descrita todas pertenecientes al género Manis, uno de los cuatro que forman la familia de los mánidos.
En el pasado, había mayor diversidad de pangolines, hasta seis familias diferentes. Los pangolines tienen grandes escamas en la piel -son los únicos mamíferos que las poseen- y viven en las regiones tropicales de África y Asia. No tienen dientes, y atrapan las hormigas y termitas mediante su larga lengua estrecha y pegajosa. En general, son animales nocturnos que utilizan su olfato bien desarrollado para encontrar los insectos de los que se alimentan, pero el pangolín de cola larga también es activo durante el día. Los pangolines pasan la mayor parte del día durmiendo enroscados en una bola. El nombre pangolín proviene del malayo peng-guling ("el que se enrolla").

## Descripción

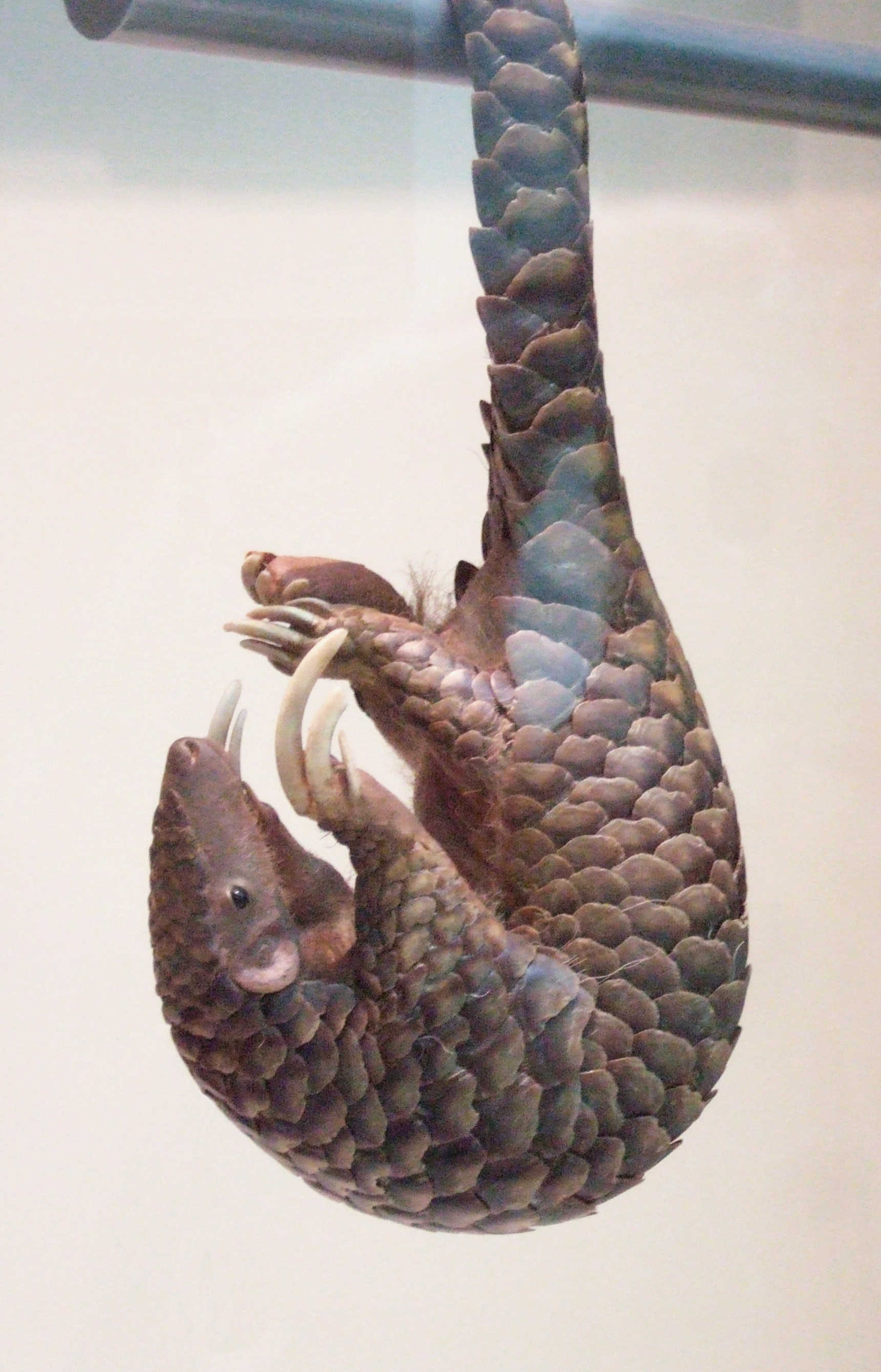
Pangolín arborícola colgándose de la cola.

Las dimensiones de los pangolines varían entre la especie más pequeña, el pangolín de cola larga (que mide 30-40 cm, pero tiene una cola de entre 60-70 cm) y la más grande el pangolín gigante (75-85 cm y una cola de 65-80 cm). Un ejemplar de pangolín gigante alcanzó un peso de 33 kg. En general las hembras son más pequeñas que los machos.
Los pangolines tienen un cráneo pequeño, cónico y alargado, uno de los más sencillos de todos los mamíferos. Aunque sus orejas son muy pequeñas o ausentes, los pangolines tienen bien desarrollado el oído. Su sentido del olfato también está bien desarrollado; en cambio, tienen una vista bastante pobre.

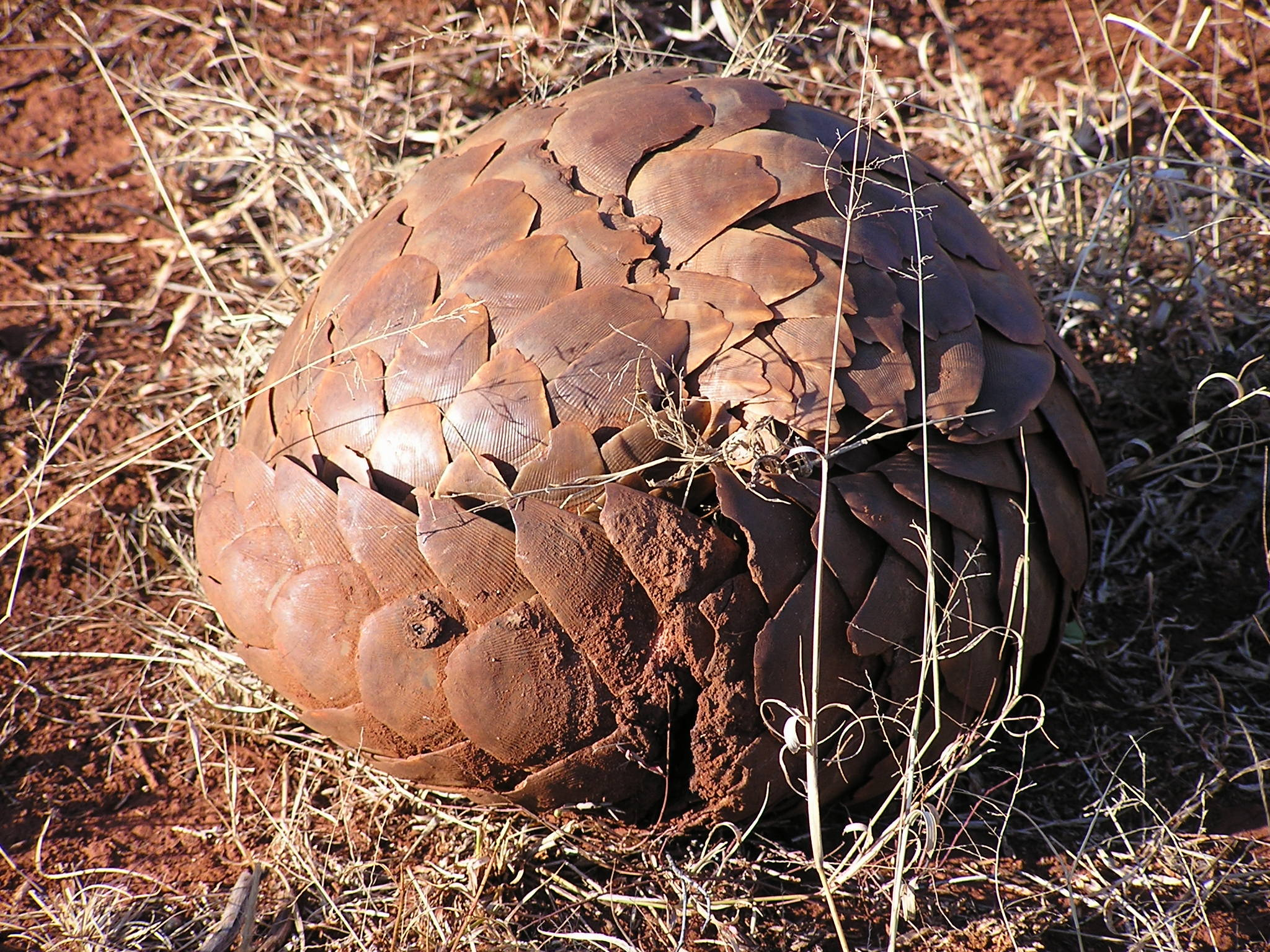
Pangolín enrollado para protegerse.

Los pangolines se caracterizan por presentar grandes escamas endurecidas en forma de placas que cubren todo el cuerpo menos el hocico, la cara, el vientre y la parte interior de los miembros. Estas placas son blandas en los pangolines recién nacidos, pero se endurecen a medida que el animal crece. Las placas están compuestas de queratina el mismo material de que se componen las uñas del ser humano, las garras de los animales o los cuernos de rinocerontes. Por este motivo, los pangolines tienen un aspecto de una piña o alcachofa andante. Cuando se sienten amenazados, los pangolines se enrollan en una bola, utilizando las placas como una forma de armadura y escondiendo la cara debajo de la cola. La función defensiva de estas escamas está reforzada por el hecho de que están muy afiladas y que el animal puede controlarla mediante unos músculos especiales, y puede usarlas para herir a cualquier animal que intente meter el hocico o una pata dentro de la coraza.
Su lengua es extraordinariamente larga y musculosa; surge del tórax entre el esternón y la tráquea, en el pecho del animal. Como resultado, la lengua y los músculos asociados son más largos que la cabeza y el cuerpo, lo que le permite al pangolín estirar su lengua de un modo sorprendente. Los pangolines carecen de dientes. En cambio, la zona pilórica de su estómago es gruesa y musculosa, con proyecciones de espinas queratinosas hacia su interior. Por lo general, contiene guijarros, los cuales utiliza para triturar el alimento.
Tienen las patas cortas, con garras afiladas que utilizan tanto para excavar en los nidos de termitas y hormigas como para subir a los árboles. Se trata de patas robustas, y las posteriores son más largas que las delanteras. Las garras de las patas delanteras son tan largas que no están bien adaptadas para caminar, de manera que los pangolines caminan con las patas delanteras encogidas para protegerlas. Por este motivo, los pangolines se mueven bastante lentamente, aunque en algunos casos pueden llegar a correr únicamente con las patas posteriores, manteniendo el equilibrio mediante la cola y llegando a velocidades de 5 km/h. También pueden liberar un ácido maloliente de unas glándulas cercanas al ano, de una manera similar a las mofetas.

## Comportamiento
Los pangolines son animales tímidos y solitarios, habitualmente nocturnos, que pasan el día dentro de su madriguera. Cuando están dentro de la madriguera, la tapan con tierra y no la abren hasta que tienen que volver a salir. A diferencia de otros animales que permanecen siempre en la misma zona, los pangolines tienden a vagar más por regiones amplias, marcando territorio. Lo más habitual es que las hembras vivan solas con sus crías, si es que tienen, pero en algunas ocasiones comparten madriguera con un macho.
Por motivos explicados anteriormente, los pangolines son animales principalmente bípedos. También son buenos nadadores, que se pueden desplazar con cierta facilidad dentro del agua, y gracias a su cola prensil, son buenos escaladores. Al mismo tiempo, no son capaces de desplazarse con rapidez en ninguno de estos medios, por lo que su defensa principal consiste en enrollarse sobre sí mismo para proteger las partes blandas de su cuerpo con las escamas. Esta coraza puede resistir el ataque de hienas y la mayoría de félidos.

### Alimentación

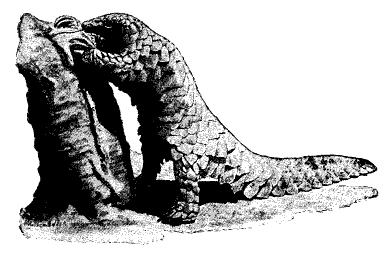
Un pangolín de El Cabo excava en un nido de termitas para alimentarse.

Los pangolines son mirmecófagos; tienen un sentido del olfato bien desarrollado, que utilizan para encontrar los nidos de termitas y hormigas. Una vez que han encontrado los nidos de insectos, excavan con las patas para sacarlos al exterior, donde los atrapan con su larga lengua (que en los pangolines más grandes puede llegar a medir 40 centímetros, pero con diámetro de sólo medio centímetro). La lengua está cubierta por una secreción mucosa por las glándulas salivares que contribuye a atrapar insectos con más facilidad. Un pangolín puede comer hasta 200.000 hormigas diarias. A diferencia de otros mamíferos, y en común con el oso hormiguero o el murciélago Anoura fistulata, los pangolines no tienen la lengua unida al hioides, de manera que cuando no la están utilizando, la lengua reposa en una cavidad en el tórax entre el esternón y la tráquea.
Ya que no poseen dientes, los pangolines no mastican sus presas antes de tragárselas. Por este motivo se suelen tragar pequeñas piedras y granos de arena, que sirven para moler las presas dentro del estómago. El estómago está blindado con un epitelio puntiagudo y duro que protege a los pangolines de las picaduras y el veneno de las hormigas y las termitas. En las especies asiáticas, la salida del estómago presenta dos pequeños "puntas pilóricas" que son capaces de deshacer hasta el exoesqueleto más duro.
El pangolín arborícola no se limita a buscar nidos de insectos, sino que en ocasiones utiliza la cola para colgarse de la rama de un árbol y arranca la corteza para encontrar las termitas que se esconden debajo. Como en algunos casos los insectos de los que se alimentan los pangolines pueden ofrecer una resistencia agresiva, estos mamíferos han desarrollado una protección especial. Son capaces de cerrar los orificios de la nariz y las orejas, y sus ojos están protegidos por unos párpados blindados.

### Reproducción

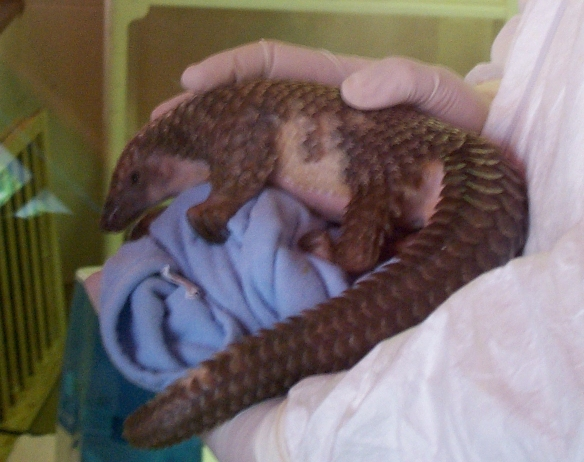
Una cría de pangolín.

Los pangolines llegan a su madurez sexual a la edad de 2 años. Mientras que las especies africanas suelen tener una cría por gestación, las especies asiáticas pueden tener entre una y tres. Los pangolines se pueden reproducir en cualquier época del año, aunque los nacimientos son más frecuentes entre noviembre y marzo. Como habitualmente son animales solitarios, los machos y las hembras se tienen que encontrar los unos a los otros siguiendo el rastro del olor. La gestación dura entre cuatro y 5 meses, excepto en el caso del pangolín de Filipinas, que sólo dura dos meses.
Las crías de pangolín nacen con una longitud aproximada de 15 centímetros y un peso aproximado de 330 gramos, pero estas medidas difieren entre las diferentes especies. Al nacer, las crías ya tienen los ojos abiertos, pero sus escamas todavía son blandas. Igualmente, el proceso de endurecimiento comienza muy pronto, normalmente a los dos días de nacer. Las madres protegen sus crías manteniéndolas pegadas a su cuerpo enroscado y, como todos los mamíferos, se encarga de alimentarlos con leche que producen en su único par de mamas.
Las crías dependen de la madre hasta que tienen tres o cuatro meses de edad. Un mes después de nacer, salen de la madriguera por primera vez y comienzan a alimentarse de termitas. Durante estas salidas, las crías permanecen muy cerca de la madre (en algunos casos, incluso van subidas en la base de la cola) de manera que si detecta algún peligro, la cría se puede esconder rápidamente bajo la madre cuando esta se enrolla para protegerse y así a la vez poderse proteger.

## Distribución y hábitat

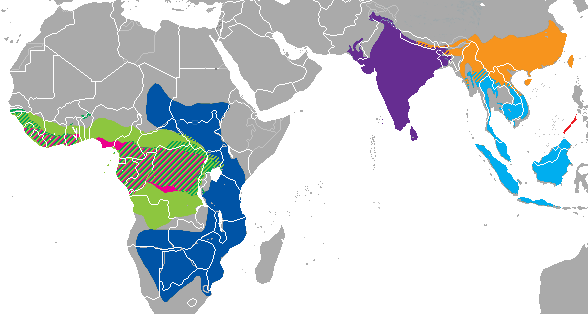
Distribución de los pangolines actuales (género Manis)

Los pangolines de África habitan en el sur y centro del continente africano, desde Sudán y Senegal al norte hasta Sudáfrica al sur. Los pangolines de Asia se extienden por el sudoeste del continente, desde Pakistán al oeste hasta Borneo al este. En todas las regiones donde habitan, los pangolines están padeciendo la constante perdida de su hábitat, debido en gran parte a la expansión de la agricultura y otras actividades humanas. Se han encontrado ejemplares de pangolines de cola larga y pangolines malayos en zonas cultivadas, indicando que los pangolines se están viendo obligados a aventurarse cerca de los humanos.
Las especies africanas habitan en bosques y matorrales, así como en sabanas. Por otro lado, las especies asiáticas viven en bosques tropicales, prados y llanuras. En algunos casos se han observado en zonas degradadas por la actividad humana. La mayoría de los pangolines viven en tierra, dentro de madrigueras excavadas por ellos mismos o por otros animales (como el cerdo hormiguero), mientras que el pangolín de cola larga y el pangolín arborícola viven en la canopea de los bosques, y rara vez bajan a tierra. El pangolín indio también es capaz de subirse a los árboles, pero tiene su madriguera bajo tierra, por lo que se le considera terrestre.

## Taxonomía
Antiguamente, los pangolines estaban clasificados dentro de la clase de los edentados, que también incluía los xenarthros, como el oso hormiguero, el perezoso, o el armadillo, que tienen cierto parecido con los pangolines. Pero nuevas pruebas genéticas indican que de hecho forman parte del superorden Laurasiatheria, y que sus parientes vivos más próximos son los carnívoros, juntamente con los cuales forman el clado Ferae. Así pues, es aparente que las semejanzas físicas con los osos hormigueros y otros animales similares son únicamente un ejemplo de evolución convergente. Algunos paleontólogos clasifican a los pangolines dentro del orden Cimolesta, junto con algunos grupos extinguidos.

### Orden Pholidota
El orden comprende 17 géneros distribuidos en seis familias y tres géneros adicionales que no han sido asignados a ninguna familia, de acuerdo al siguiente listado:

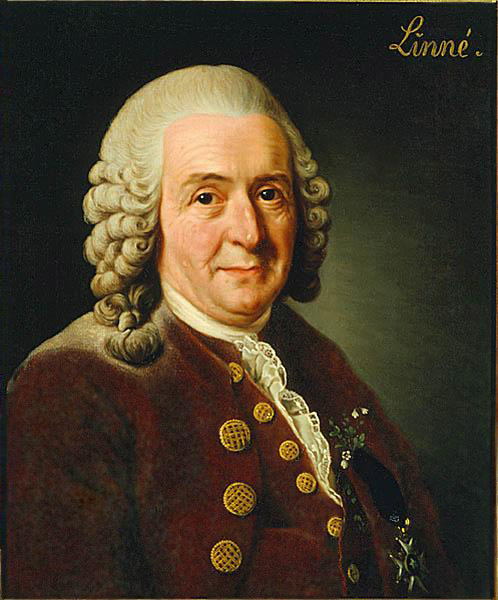
Carlos Linneo describió el género Manis, que incluye todas las especies vivientes de pangolín.

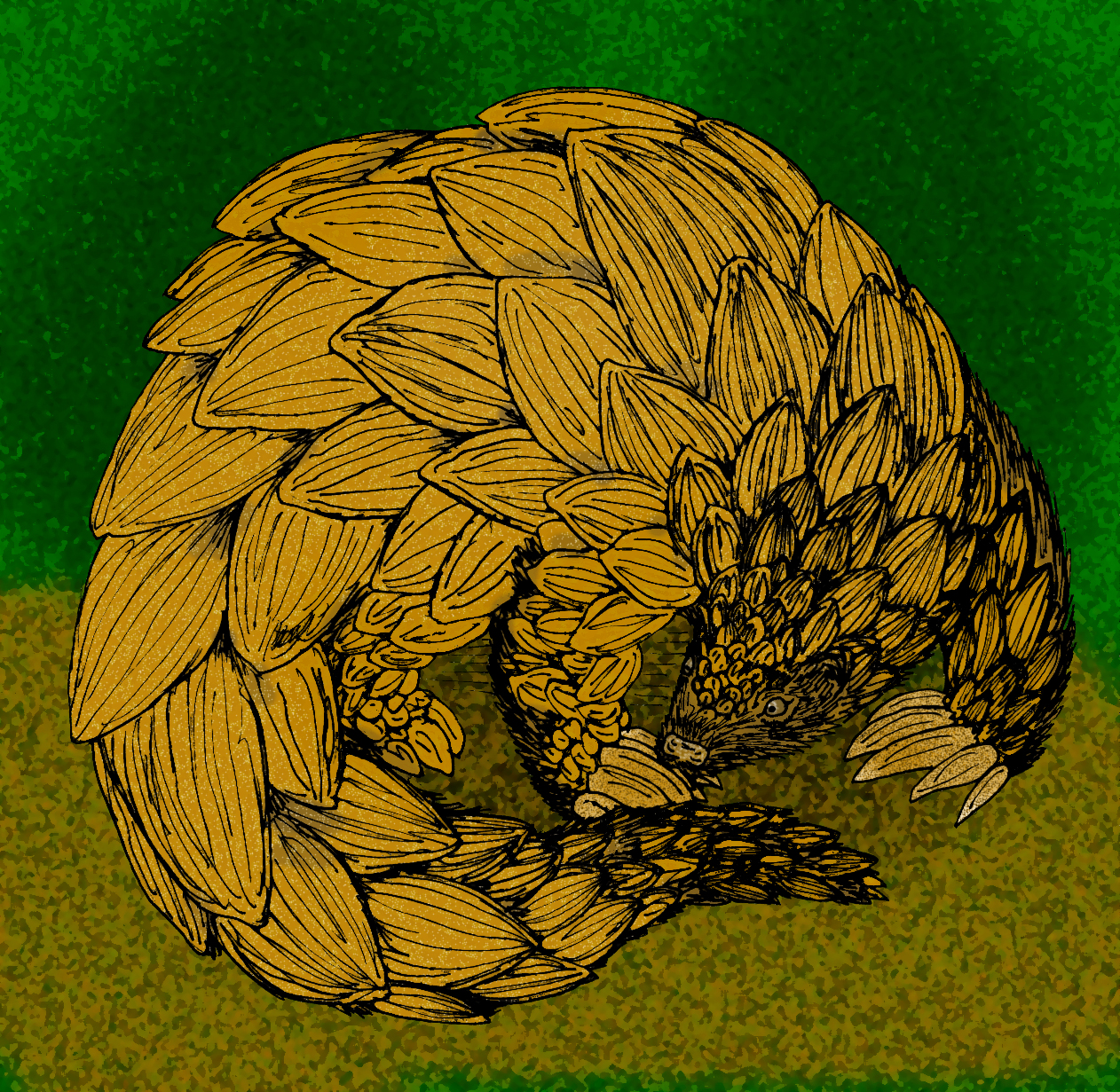
Necromanis franconica (literalmente, "pangolín de Francia") es una especie extinta de pangolín del Mioceno de Francia.

- No asignados a ninguna familia
  - Género Articanodon †[nota 2] (Rose et al., 2004)
  - Género Melaniella † (Fox, 1984)
  - Género Tubulodon † (Jepsen, 1932)

- Familia Eomanidae † (Storch, 2003)
  - Género Eomanis † (Storch, 1978)
- Familia Epoicotheriidae † (Simpson, 1927)
  - Género Amelotabes (Rose, 1978)
  - Género Dipassalus (Rose et al., 1991)
  - Género Epoicotherium (Simpson, 1927)
  - Género Tetrapassalus (Simpson, 1959)
  - Género Xenocranium (Colbert, 1942)
- Familia Escavadodontidae † (Rose & Lucas, 2000)
  - Género Escavadodon (Rose & Lucas, 2000)
- Familia Manidae (Gray, 1821)
  - Género Manis (Linneo, 1758)
  - Género Necromanis † (Filhol, 1893)
  - Género Teutomanis † (Ameghino, 1905)
- Familia Metacheiromyidae † (Wortman, 1903)
  - Género Brachianodon (Gunnell & Gingerich, 1993)
  - Género Metacheiromys (Wortman, 1903)
  - Género Mylanodon (Secord et al., 2002)
  - Género Palaeanodon (Matthew, 1918)
  - Género Propalaeanodon (Rose, 1979)
- Familia Patriomanidae † (Szalay & Schrenk, 1998)
  - Género Cryptomanis (Gaudin et al., 2006)
  - Género Patriomanis (Emry, 1970)

### GéneroManis
Las 8 especies existentes de pangolín pertenecen todas al género Manis ("espectro" en latín, de la misma raíz etimológica que "Manes", debido a su vida nocturna y su apariencia inusual). Hay 4 especies que habitan en Asia y otras 4 en África. Este género se divide en 5 subgéneros.

#### SubgéneroManis
Pangolín indio

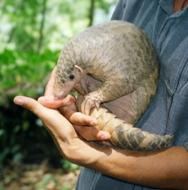
Pangolín indio en Sikkim.

El pangolín indio (Manis crassicaudata, "espectro de cola gruesa" en latín) vive en Pakistán, Bangladés, gran parte de la India, algunos lugares de Sri Lanka y Yunnan (China). Habita una gran variedad de ecosistemas, incluyendo junglas, bosques, llanuras o las laderas de las montañas.
Mide entre 45 y 75 centímetros, con una cola de entre 33 y 45 centímetros. Como en las otras especies, los machos son frecuentemente más grandes que las hembras. Las escamas son de un color amarillo amarronado o grisáceo, y representan entre un cuarto y un tercio de la masa corporal del animal. Posee cinco garras en cada pata, de las cuales tres están adaptadas para excavar. La CITES ha prohibido la exportación en un intento de proteger la especie.
Vive principalmente dentro de las madrigueras, la profundidad de las cuales varía entre 2 y 6 metros, dependiendo de la dureza del suelo, pero también es capaz de trepar a los árboles. Se le considera un animal curioso y su predador principal es el tigre. Ha sido víctima de la caza por su supuesto valor medicinal. La Unión Internacional para la Conservación de la Naturaleza (UICN) lista esta especie como "casi amenazada".
Pangolín chino
El pangolín chino (Manis pentadactyla, "espectro de 5 dedos" en latín) viven en Nepal, Bután, posiblemente Bangladés, el norte de la India, Birmania, el norte de Indochina, pasando por el sur de China y Taiwán. Vive en bosques subtropicales y caducifolios; en Nepal, estos ecosistemas incluyen muchos nidos de termitas. Es un animal tímido, que no muestra ningún comportamiento agresivo.
La longitud de su cuerpo es de entre 40 y 60 centímetros, mientras que la cola mide entre 27 y 38 centímetros. Tiene la cabeza pequeña con un hocico puntiagudo y es de un color bronce. Tiene unas patas y garras fuertes, que le sirven para excavar una madriguera de dos metros de profundidad en menos de 5 minutos. La UICN lista esta especie como casi amenazada. La ley de Hong Kong protege esta especie, y se han puesto en marcha esfuerzos para conservarla, pero la incapacidad de patrullar las reservas donde viven hace que los cazadores furtivos lo tengan fácil para cazarlos.
Tras el brote de la COVID-19 en enero de 2020, científicos chinos concluyeron que esta especie pudo haber ejercido como huésped intermediario del virus SARS-CoV-2.

#### SubgéneroParamanis
Pangolín de Filipinas
El pangolín de Filipinas (Manis culionensis, "espectro de Culión" en latín) solo se encuentra en la isla de Palawan, en Filipinas. Habita en bosques primarios y secundarios en las tierras bajas. Es bastante común, pero se ve amenazado por la caza intensiva. Los pangolines de Filipinas podrían haber sido originalmente una población de pangolín malayo, que llegó a Palawan desde Borneo durante los primeros tiempos del Pleistoceno, a través de puentes de tierra que quedaron al descubierto cuando el nivel del mar bajó durante la glaciación. Cuando comenzó el deshielo en la Tierra y el nivel del mar subió de nuevo la población de Palawan quedó aislada y comenzó el proceso de especialización que llevaría a la aparición de M. culionensis.
Pangolín malayo

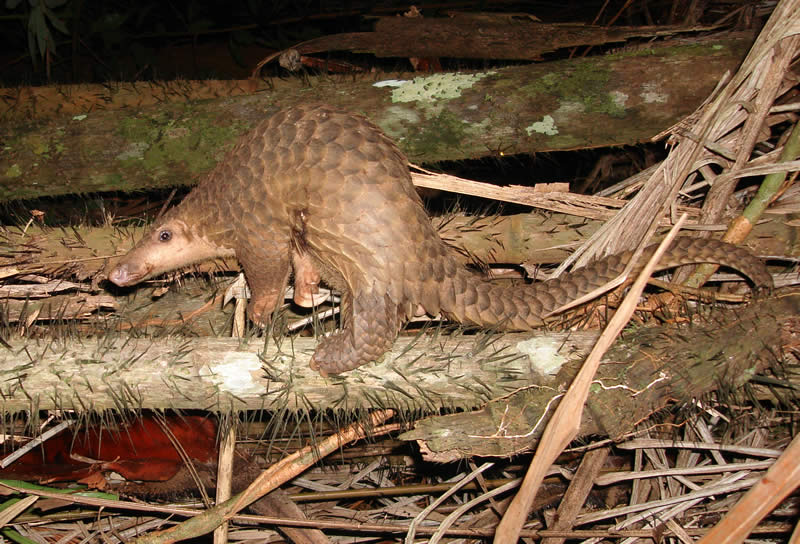
Un pangolín malayo subiendo a un árbol.

El pangolín malayo (Manis javanica, "espectro de Java" en latín) vive en el sudeste asiático, incluyendo Tailandia, Indonesia, Filipinas, Vietnam, Laos, Camboya, Malasia y Singapur. Vive en bosques tropicales, sabanas y áreas con una densa vegetación, pero en ocasiones se adentra en tierras cultivadas como plantaciones o huertos. La piel de sus pies es granulada, y sus patas delanteras están dotadas de una especie de almohadillas. La piel del resto del cuerpo es de una tonalidad grisácea o azulada, y el poco pelo que cubre su cara y el vientre va del color blanco al marrón claro.
En esta especie, se han observado combates entre machos para conseguir una pareja. Esto, juntamente con marcado dimorfismo sexual, indica que este pangolín es como mínimo parcialmente poligínico. Por otra parte, las hembras son las únicas que se encargan de cuidar a las crías, después de una gestación que dura unos 130 días. Las crías pesan entre 100 y 500 gramos al nacer; es probable que su peso esté relacionado con el de sus padres
Es una especie muy próxima al pangolín chino y al pangolín de Filipinas, pero es más grande que estos, tiene un color más claro y las garras de sus patas delanteras son más cortas. Sus predadores principales son el tigre y la pantera nebulosa. La UICN lista esta especie como Casi amenazada.

#### SubgéneroSmutsia
Pangolín de El Cabo

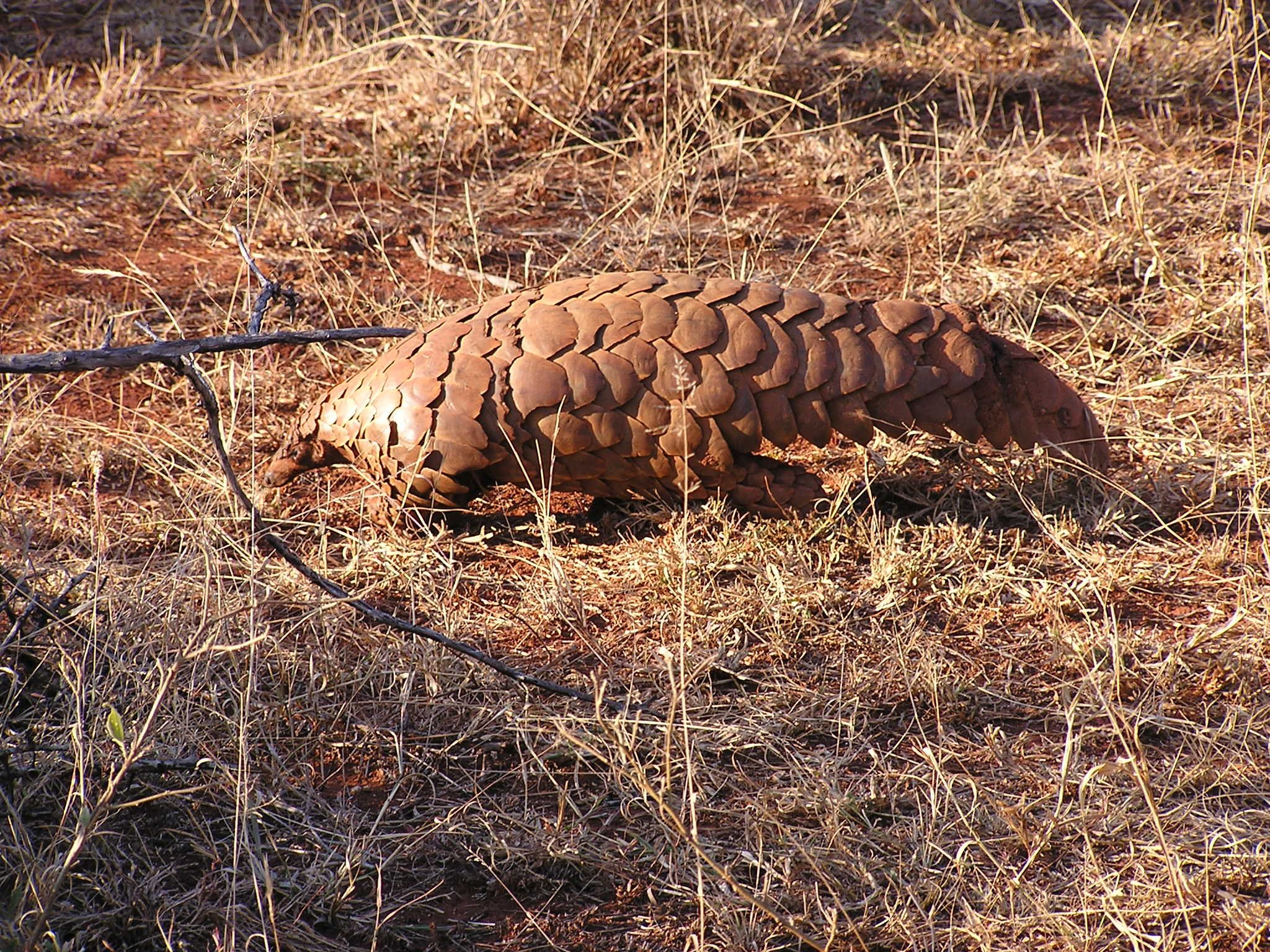
Pangolín de El Cabo en Sudáfrica.

El pangolín de El Cabo (Manis temminckii, "espectro de Temminck" en latín) vive en prácticamente todos los países de la mitad sur de África, desde Sudán y Etiopía al norte hasta Sudáfrica, Namibia y Mozambique al sur. Aunque está presente en un área muy vasta, es difícil de observar porque es un animal raro, víctima de la caza intensiva para hacer amuletos con sus escamas y de los incendios que destruyen su hábitat. Aunque es capaz de excavar su propia madriguera, prefiere ocupar las madrigueras que otros animales como el oso hormiguero ya no utilizan. También se suelen esconder en lugares con densa vegetación. Puede crecer hasta 1 metro de longitud, con una cola de entre 30 y 50 centímetros. Tiene una cabeza muy pequeña en proporción a su cuerpo, unas patas posteriores muy fuertes y pequeñas patas delanteras. La UICN lista esta especie como Casi amenazada, pero el Servicio de Pesca y Vida Silvestre de los Estados Unidos la considera una especie amenazada.
Pangolín gigante
El pangolín gigante (Manis gigantea, "espectro gigante" en latín) viven en numerosos países de la mitad sur de África. Las poblaciones más grandes se concentran en Uganda, Tanzania y el oeste de Kenia . Vive en bosques y sabanas en lugares donde hay agua disponible. No se le encuentra en grandes altitudes. Suelen vivir solos, pero se han observados casos de una pareja viviendo juntamente con su cría. Cuando nacen, las crías aún no pueden mover las patas, pero se pueden desplazar arrastrándose sobre el vientre.
Se trata de la especie más grande del género, llegando hasta los 140 cm de longitud en el caso de los machos y 120 cm las hembras. Aunque no se conoce el peso medio, un pangolín gigante pesado dio 33 kg. El pangolín gigante utiliza este peso como arma en el momento de atacar los nidos de hormigas o termitas; deja caer su peso sobre el nido al mismo tiempo que golpea con sus garras, haciendo que el nido se hunda rápidamente. Sus escamas son marrones o de un marrón rojizo. El único pelo que tiene en todo el cuerpo son las pestañas.

#### SubgéneroPhataginus
Pangolín arborícola
El pangolín arborícola (Manis tricuspis, "espectro de tres cúspides" en latín) viven en el centro y el oeste de África, extendiéndose desde la República Democrática del Congo al este hasta el extremo meridional de Senegal al oeste, incluyendo las cuencas del río Níger y del río Congo. Duerme en las bifurcaciones de las ramas de los árboles o yaciendo entre las plantas. Cuando se enrolla es capaz de extender sus escamas y hacer movimientos cortantes, utilizando músculos para mover las escamas hacia adelante y hacia atrás. Emite sonidos agresivos cuando se siente amenazado.
Las hembras tienen territorios pequeños, de menos de 40.000 m², que rara vez se solapan. Los machos los tienen más grandes, hasta de 200.000 m² con muchos territorios de hembras, provocando encuentros entre el macho y las hembras. Estos encuentros son breves a no ser que la hembra esté en época de apareamiento. La gestación dura unos 150 días, después de los cuales suele nacer una única cría. Las crías suelen pesar entre 90 y 159 gr. al nacer. En cautividad, se tiene constancia de hembras que han adoptado la cría de otra madre.

#### SubgéneroUromanis
Pangolín de cola larga
El pangolín de cola larga (Manis tetradactyla, "espectro de 4 dedos" en latín) vive en los bosques de una vasta zona del África subsahariana; desde la costa atlántica entre Guinea y Angola, a través de la República Centroafricana y la República Democrática del Congo, hasta Sudán y Uganda. A pesar de su larga cola, que le da nombre y que tiene un tamaño medio de unos 60 centímetros, esta es la especie más pequeña de pangolín, con entre 30 y 40 centímetros de longitud corporal Como otros pangolines, es un insectívoro nocturno. Sus escamas son de un color marrón oscuro. No tiene escamas en la punta de la cola, cosa que le permite utilizarla para agarrarse a las ramas. La parte calva de la cola también podría ser una zona sensorial. Gracias a su medida y su cola prensil, tiene un estilo de vida casi totalmente arbóreo. Vive en las copas de los árboles de la jungla. Su abdomen no está cubierto de escamas, si no de un pelaje oscuro. Tiene 46-47 vértebras en la cola, más que cualquier otro mamífero conocido, superando las 42-43 vértebras caudales de Leptictidium auderiense.
En cuanto a la forma de reproducirse los ejemplares de esta especie enroscan las colas una alrededor de la otra, de forma que quedan cara a cara. No se conoce la duración de la gestación, pero los ejemplares jóvenes no alcanzan la madurez sexual hasta la edad de 2 años.

## Evolución

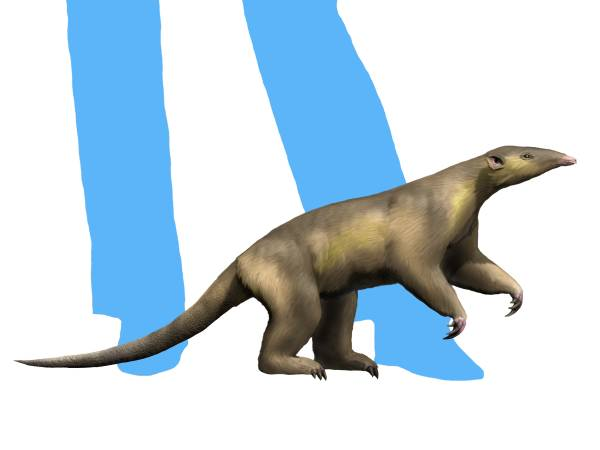
Recreación de Eurotamandua joresi, el miembro más basal de los pangolínes el cual a diferencia de sus descendientes no poseía armadura.

Aunque el pangolín apareció hace unos 60 millones de años, durante el Paleoceno, los pangolines más primitivos conocidos datan de hace unos 50 millones de años. Se trata de Eomanis y Eurotamandua, los dos conocidos por los fósiles encontrados en el Sitio fosilífero de Messel, del Eoceno. Mientras que la afiliación del género Eurotamandua aún no es del todo cierta y puede tratarse de un Xenarthra, ha quedado demostrado que Eomanis es definitivamente un pangolín. Estos animales se diferenciaban de los pangolines actuales: Eurotamandua no tenía las típicas escamas, mientras que Eomanis tenía en el cuerpo, pero no en la cola ni en las patas. Los contenidos encontrados dentro del estómago excelentemente conservado de Eomanis en Messel muestran que contenía insectos y plantas; Richter y Storch sugirieron la posibilidad de que los pangolines se alimentasen originalmente de vegetales y que robasen hojas a las hormigas cortadoras de hojas, ingiriendo unos cuantos insectos accidentalmente. Según Richter y Storch, este sería el proceso por el cual los pangolines habrían comenzado a convertirse en mirmecófagos.
Metacheiromys es un pangolín prehistórico del Eoceno medio de Wyoming. Como en el caso de su pariente europeo Eurotamandua, no tenía escamas protectoras, y su cabeza era diferente a la de los pangolines actuales; de hecho era más parecida a la de los Armadillos, cosa que hizo que le considerase un Xenarthra. Su cuerpo era largo y bajo y medía aproximadamente 45 cm de longitud.
Tubulodon es el miembro más primitivo de la familia de los palaenodontes, un suborden que apareció en el Eoceno y que aún poseía algunos dientes, pero que comenzaba a presentar algunas adaptaciones que caracterizan a los pangolines modernos, especialmente en lo que refiere a las adaptaciones para excavar. Otra familia de pangolines que apareció a finales del Eoceno fue la de los patriománidos. Los dos géneros que contiene, Cryptomanis y Patriomanis, ya habían desarrollado características típicas de los pangolines modernos, pero todavía conservaban rasgos de los mamíferos primitivos como una cabeza del astrágalo convexo o un tercer trocánter prominente, que ya no se encuentran en los pangolines actuales. Según algunos científicos, el descubrimiento de Crytomanis es un indicio del origen de los pangolines en Eurasia.
Hacia el Mioceno, unos 30 millones de años más tarde, los pangolines ya habían evolucionado mucho. Necromanis, un género de pangolín francés descrito por Henri Filhol en 1893, descendía del Eomanis y ya presentaba una anatomía, una dieta y un comportamiento muy similar a los pangolines actuales. Se han encontrado fósiles en la región de Quercy.
Se ha Identificado el primer fósil de pangolín en la península ibérica
El análisis del fémur de un pangolín de hace 16 millones de años, hallado en los años 70 en el yacimiento de Can Cerdà, en la cuenca del Vallès-Penedès, Cataluña (España), ha permitido identificar el primer registro de pangolines fósiles en la península ibérica. Los restos conservan características primitivas y se han asignado a un género ya extinto. Estos animales actualmente viven en Asia y África, pero hace más de cinco millones de años estuvieron también presentes en Europa.
En la actualidad, los pangolines (u osos hormigueros escamosos) están representados por tres géneros, que difieren en su distribución geográfica y adaptaciones locomotoras. Los pangolines asiáticos se incluyen en el género Manis, mientras que los africanos están incluidos en Smutsia (pangolines de tierra) y Phataginus (pangolines arbóreos). Pero durante el Eoceno (hace más de 33 millones de años, los pangolines se extendían desde Asia hasta América del Norte.
En el Mioceno se encontraron exclusivamente en Europa, donde estuvieron representados por el género extinto Necromanis, de relaciones inciertas con las especies actuales. En Europa se han identificado distintas especies de este género durante el Oligoceno (hace más de 23 millones de años) y el Mioceno (hace entre 23 y 5 millones de años), generalmente representadas por restos fósiles fragmentarios.
Ahora, David M. Alba, director del Institut Català de Paleontologia Miquel Crusafont (ICP), conjuntamente con otros investigadores, han descrito un fémur de pangolín de hace 16 millones de años atribuido a Necromanis, que representa el único registro conocido de este grupo en la península ibérica, y que está mucho mejor preservado que los fémures conocidos anteriormente de este género.
Sorprendentemente, el fémur fue excavado hace varias décadas en el yacimiento de Can Cerdà, y fue mencionado por primera vez en un escrito por Miquel Crusafont en 1975. Pero el material nunca fue dibujado o descrito, y aparentemente fue olvidado. La presencia de pangolines fósiles en la península ibérica ha sido de este modo omitida de todos los artículos publicados sobre este grupo durante más de 20 años. La investigación ha sido ahora publicada en el Journal of Vertebrate Paleontology.
Alba descubrió la existencia del espécimen a partir de los textos de Crusafont y fue relativamente fácil localizarlo entre las colecciones del ICP. “No es infrecuente que los investigadores recuperen fósiles extraordinarios en los cajones y armarios de los museos; sin embargo, es muy raro descubrir fósiles de las colecciones de la propia institución al leer la literatura publicada hace 40 años”, explica el investigador.
El fémur Can Cerdà se parece al de Necromanis y al de otros pangolines extintos por ser más primitivo que el de los representantes actuales del grupo. La presencia de una pequeña depresión en la cabeza del fémur o de un tercer trocánter bien desarrollado que sobresale del eje óseo son una muestra de estos caracteres primitivos.
No queda claro si las pequeñas diferencias que muestra el fósil en relación con otros fémures de Necromanis reflejan simplemente la variación normal entre individuos de la misma especie o si se trata de especies distintas. Dada la escasez de restos disponibles, el ejemplar está tentativamente asignado a Necromanis cf. franconica, que ya había sido descrito durante el Mioceno en Francia y Alemania.
El yacimiento de Can Cerdà era una cantera de arcilla ubicada cerca de la masía con el mismo nombre, en el municipio de El Papiol. Desgraciadamente, el yacimiento ya no existe, por lo que no es posible ir a la búsqueda de nuevos restos. Sin embargo, la investigación paleontológica en curso por el grupo de investigación de Faunas del Neógeno y Cuaternario del ICP en el Mioceno de la cuenca del Vallès-Penedès contribuirá a realizar descubrimientos adicionales sorprendentes en los próximos años.

## En cautividad

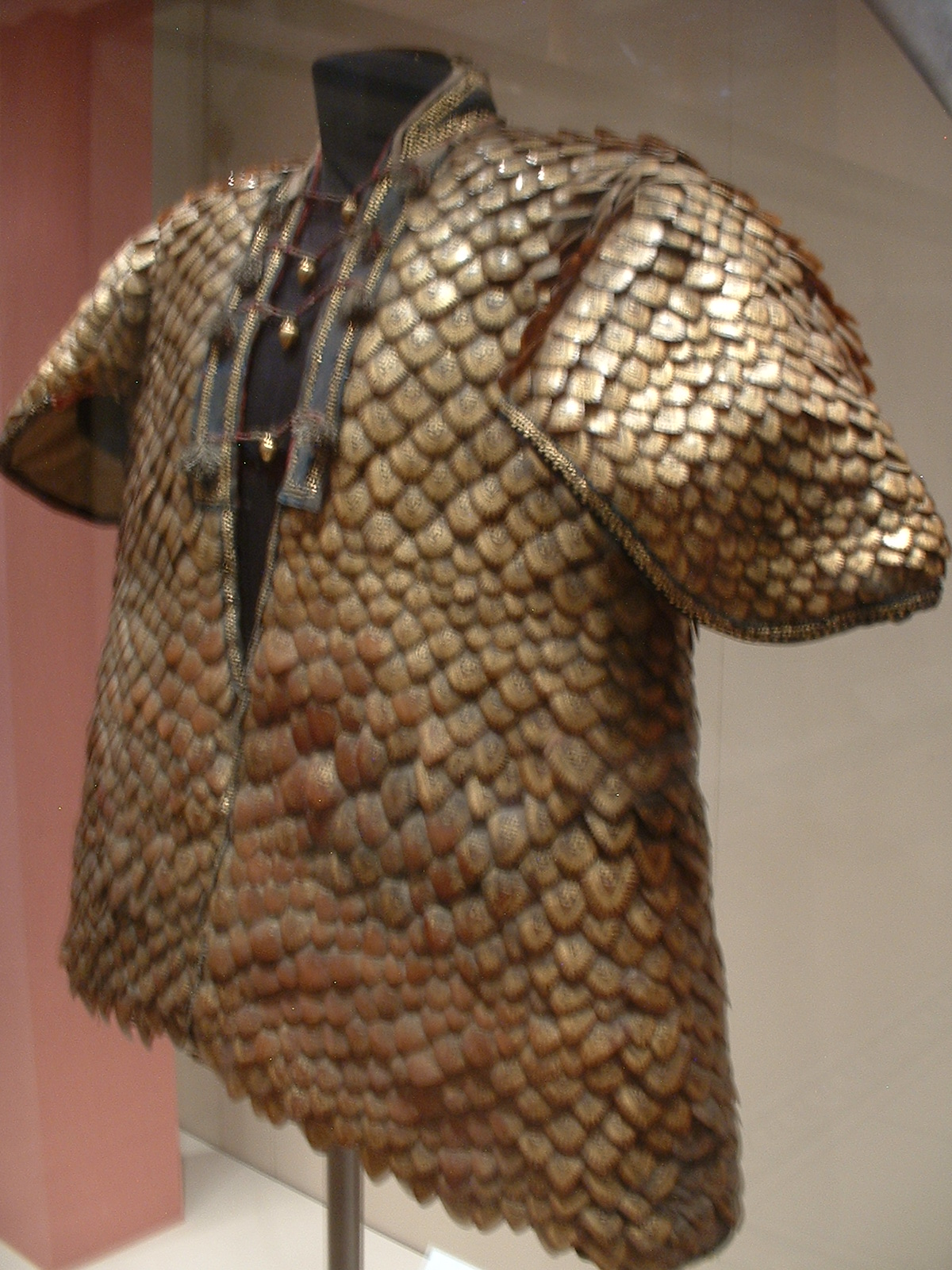
Una cota de malla hecha de escamas de pangolín indio, única de su tipo y presentada a Jorge III en 1820.

Se conservan ejemplares de diversas especies de pangolines en zoológicos, aunque la cría y reproducción de pangolines en cautividad rara vez tiene éxito, posiblemente a causa de sus particulares necesidades alimenticias o por el hecho de que la mayoría de los pangolines que llegan a los zoológicos o centros de conservación han sido confiscados a traficantes que los tenían en malas condiciones. El 71% de los pangolines en cautividad mueren antes de un año y sólo un 11,5% superan los dos años y medio.
Sin embargo, ha habido casos en que algunos ejemplares han prosperado en zoológicos. Un pangolín vivió 13 años en cautividad y el 7 de noviembre de 2006 nació una cría de pangolín indio en el zoológico de Orissa. Este zoológico implementó un programa de conservación de los pangolines que la construcción de recintos especialmente diseñados para la reproducción de estos animales, para más tarde soltarlos a la naturaleza.

## Amenazas
Cuatro de las especies de pangolines (el pangolín del Cabo, el pangolín indio, el pangolín chino y el pangolín malayo) son consideradas especies casi amenazadas por la UICN que ha creado un grupo de trabajo especialmente dedicado a proteger a los pangolines. Las poblaciones de estas especies han disminuido en los últimos años.
Existen varias amenazas para los pangolines. Algunos de sus predadores como la serpiente pitón o los félidos como los tigres, leones, o leopardos. Por otra parte, pueden caer víctimas de incendios que arrasan sus hábitats, especialmente en África, o perder su hábitat a causa de la agricultura intensiva y el abuso de los pesticidas.
Sin embargo, la amenaza principal para los pangolines es la caza por parte de los humanos. Los pangolines son cazados como alimento en muchos lugares de África y es uno de los tipos de carne de bosque más popular. Los pangolines también tienen mucha demanda en China porque su carne es considerada un manjar, y algunos chinos (igual que algunos africanos) creen que las escamas de los pangolines hacen bajar las inflamaciones, mejoran la circulación de la sangre y ayudan a las mujeres en el periodo de lactancia a producir leche. Esto, junto con la deforestación, ha provocado un gran descenso del número de pangolines gigantes.
Aunque están prohibidos, hay restaurantes chinos que continúan sirviendo carne de pangolín, vendiendo a un precio de entre 50 y 60 euros por kg. Un cocinero describió como se cocina un pangolín: 

Los mantenemos vivos en jaulas hasta que un cliente nos encarga uno. Entonces los dejamos inconscientes a golpes de martillo, les cortamos el cuello y los desangramos. Es una muerte lenta. Entonces los hervimos para sacarle las escamas. Cortamos la carne en trozos pequeños y la utilizamos para diversos platos, como carne a la brasa o sopa. Algunas veces, los clientes se llevan la sangre a casa.

Las poblaciones de pangolines han sido víctimas de tráfico ilegal. Por ejemplo, en mayo del 2007, el periódico The Guardian informó que se habían encontrado 31 pangolines a bordo de un barco abandonado en la costa china. La embarcación contenía unos 5000 animales amenazados.
En noviembre de 2007, agentes de aduanas tailandeses informaron de que habían rescatados más de 100 pangolines que estaba siendo sacados del país de contrabando, en dirección a China, donde los iban a vender para cocinarlos. Los pangolines chinos están protegidos por la ley de Hong Kong.